# 穆萨·特拉奥雷

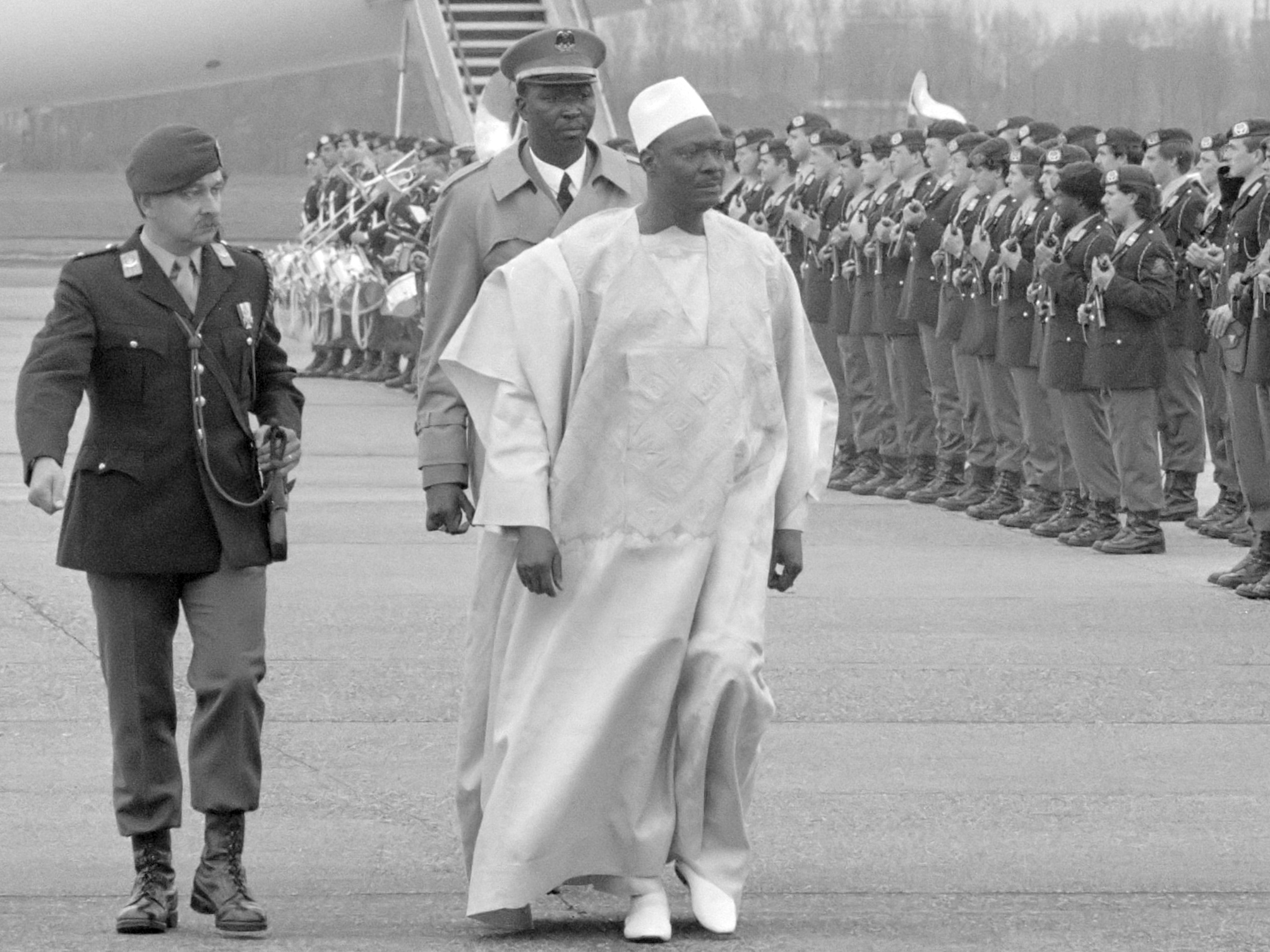
穆萨·特拉奥雷（图中戴白帽者），1989年

穆萨·特拉奥雷（法語：Moussa Traoré，1936年9月25日—2020年9月15日），馬利政治家、军人，马里共和国总统（1968年－1991年）。
1968年，特拉奥雷发动军事政变推翻时任马里总统莫迪博·凯塔；1969年成为马里总统，同年成立军政府掌握马里政权；1979年放弃军权，建立政党马里人民民主联盟，实行一党制。1991年3月22日，马里发生军事政变；四天后，特拉奥雷政权被政变军人推翻，特拉奥雷丧失总统职权。

## 对华关系
1973年6月22日，毛泽东在北京中南海会见以马里总统身份来访的特拉奥雷时提到：“我们都是叫做第三世界，就是发展中国家”。